# Division I 1951-1952 (pallacanestro maschile)
La Division I 1951-1952 è stata la 20ª edizione del massimo campionato belga di pallacanestro maschile. La vittoria finale è stata ad appannaggio del Royal IV.

## Risultati

### Stagione regolare
|     | Squadra              | G  | V  | N | P  | PF | PS | Pt. | Qualificazione |
| --- | -------------------- | -- | -- | - | -- | -- | -- | --- | -------------- |
| 1.  | Royal IV             | 22 | 20 | 0 | 2  |    |    | 40  |                |
| 2.  | Hellas Gent          | 22 | 19 | 0 | 3  |    |    | 38  |                |
| 3.  | Semailles            | 22 | 18 | 0 | 4  |    |    | 36  |                |
| 4.  | Racing Bruxelles     | 22 | 14 | 1 | 7  |    |    | 29  |                |
| 5.  | Ougrée               | 22 | 12 | 0 | 10 |    |    | 24  |                |
| 6.  | Amicale Sportive     | 22 | 12 | 0 | 10 |    |    | 24  |                |
| 7.  | Antwerpse            | 22 | 12 | 0 | 10 |    |    | 24  |                |
| 8.  | Forest               | 22 | 5  | 1 | 11 |    |    | 14  |                |
| 9.  | Canter Schaerbeek    | 22 | 5  | 0 | 17 |    |    | 10  |                |
| 10. | Bressoux             | 22 | 5  | 0 | 17 |    |    | 10  |                |
| 11. | Mercurius Anversa    | 22 | 5  | 0 | 17 |    |    | 10  | retrocesse     |
| 12. | Union Saint-Gilloise | 22 | 4  | 0 | 18 |    |    | 8   | retrocesse     |

| Division I 1951-1952 |
| -------------------- |
| Royal IV 3º titolo   |